# Lycomorphodes splendida
Lycomorphodes splendida là một loài bướm đêm thuộc phân họ Arctiinae, họ Erebidae.